# Palazzo Borghese (Firenze)

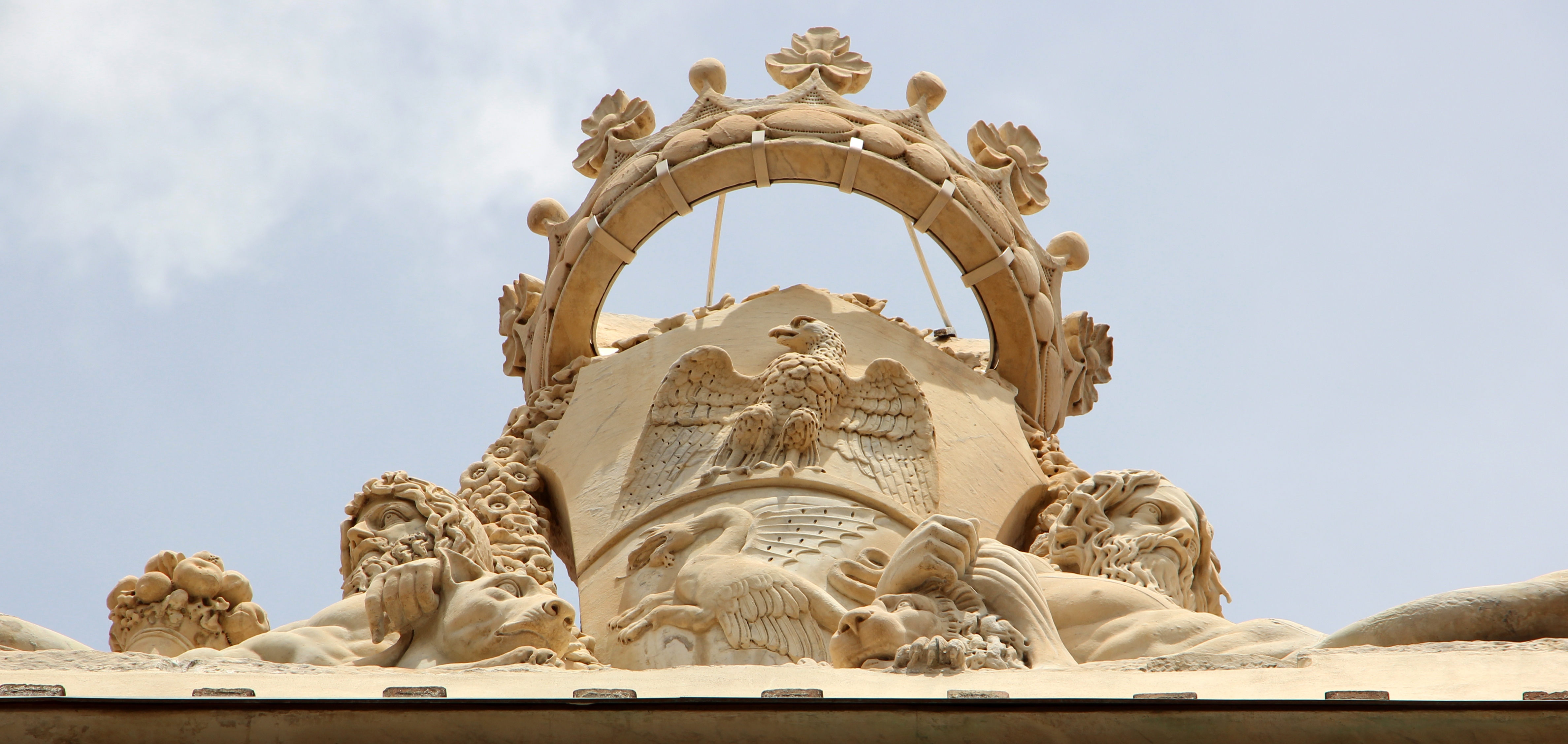
Lo stemma Borghese sulla facciata

Palazzo Borghese di Firenze si trova in via Ghibellina 110 ed è uno dei più importanti palazzi del periodo neoclassico in città. Occupa un intero isolato fino a via Pandolfini, tra via delle Seggiole e via de' Giraldi.

## Storia
L'attuale palazzo si deve tuttavia al principe Camillo Borghese, imparentato con i Salviati, che era entrato in possesso della residenza ai primi dell'Ottocento.

### I Salviati

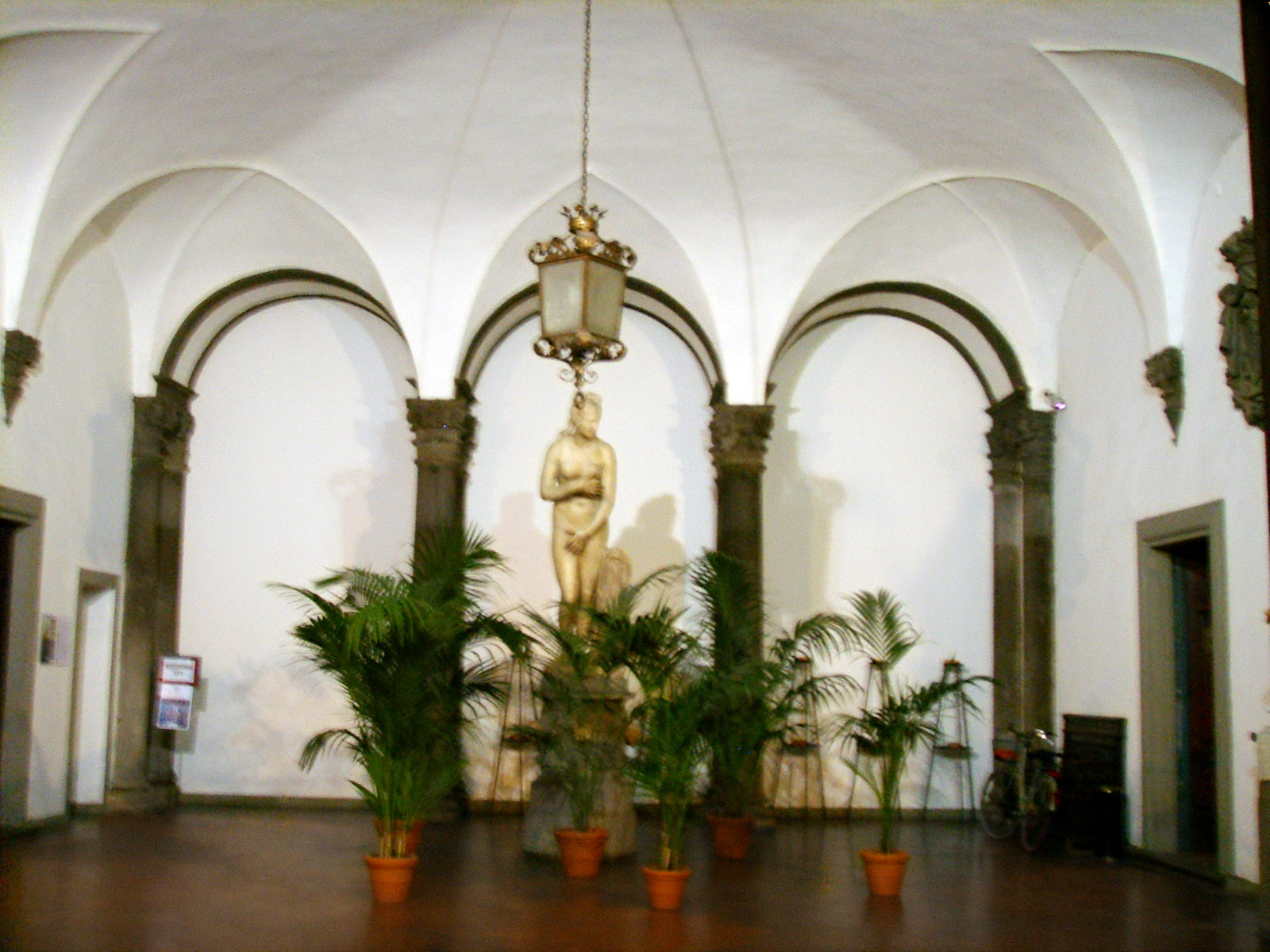
L'atrio di Gherardo Silvani

In questo sito avevano le proprie case varie famiglie medievali, tra cui i Villani, i Portinari e i Covoni. Nel XIII secolo vennero acquistate dai Salviati, che solo nel 1437, con Alemanno, intrapresero una serie di grandiosi lavori di unificazione, ingrandimento e ammodernamento. Fu incaricato Michelozzo, che creò un grandioso palazzo dotato di una grande loggia aperta, molto ammirata all'epoca. Nel 1632 Vincenzo di Antonio Salviati affidò all'architetto Gherardo Silvani un aggiornamento dell'edificio secondo il gusto dell'epoca. A quei lavori risalgono lo scalone, varie sale di rappresentanza e il grandioso atrio centrale che, tramite un doppio ingresso, è in comunicazione sia con via Ghibellina che con via Pandolfini. La loggia di Michelozzo venne conservata inglobandola nella nuova sistemazione. Nel 1709 Antonio Maria Salviati, in previsione di festeggiamenti per il re di Danimarca Federico IV, suo ospite, fece costruire un nuovo salone da ballo dotato di palco per l'orchestra, tuttora esistente, in asse con lo scalone.
Nel corso del Settecento l'edificio fu ulteriormente ampliato con altre acquisizioni, che portarono la proprietà fino a via de' Giraldi, quindi a un'estensione molto prossima all'attuale. In particolare le fonti ricordano un intervento dell'architetto Giovanni Battista Bettini, che avrebbe rimodernato la facciata con l'aggiunta di un cornicione.

### I Borghese
Alla fine del Settecento la famiglia Salviati si estinse con Anna Maria Salviati (detta "Marianna"), che andò in sposa al principe romano Marcantonio IV Borghese, V Principe di Sulmona, della celebre famiglia di origine senese. Il figlio della nobile coppia, Camillo Borghese, il cui stemma campeggia sulla facciata, fu sposato, seppure per un breve lasso di tempo, alla sorella di Napoleone, Paolina Bonaparte, con la quale visse sporadicamente in città.
Dopo la separazione e la caduta dell'Impero, il Principe Camillo tornò a Firenze e fece ristrutturare il palazzo da Gaetano Baccani (1822), con grande profusione di mezzi. Pare che l'occasione per tale impresa fosse stata una richiesta del primogenito di Ferdinando III di un luogo dove festeggiare le proprie nozze.
Pur facendo inglobare nell'attuale costruzione parte delle preesistenze, il progetto di ampliamento caratterizzò decisamente il fronte principale su via Ghibellina con un disegno il linea con il gusto neoclassico, facendone un esempio tra i più celebrati nel panorama fiorentino di quegli anni. Famoso per essere stato costruito, nonostante le notevoli dimensioni, nell'arco di circa sei mesi dall'architetto Gaetano Baccani (1821-1822, ma il ben documentato Guido Carocci parla della chiusura definitiva del cantiere attorno al 1825, dopo quattro anni di lavori), è questo in effetti uno dei più significativi esempi di gusto neoclassico in Firenze, e rara testimonianza di sfarzo nell'allestimento degli interni, vista la misura propria delle residenze della nobiltà cittadina in questo periodo.
Inaugurato con una memorabile festa il 31 gennaio 1822, il palazzo presenta interni arricchiti da dipinti con soggetti di storia e di mitologia antica, realizzati dai più rappresentativi pittori del periodo, quali furono Gasparo Martellini, Gaspero Bargioni, Giuseppe Bezzuoli, Luigi Catani, Antonio Fedi, Niccola Monti, Nicola Benvenuti e Nicola Cianfanelli.

### Il Casino

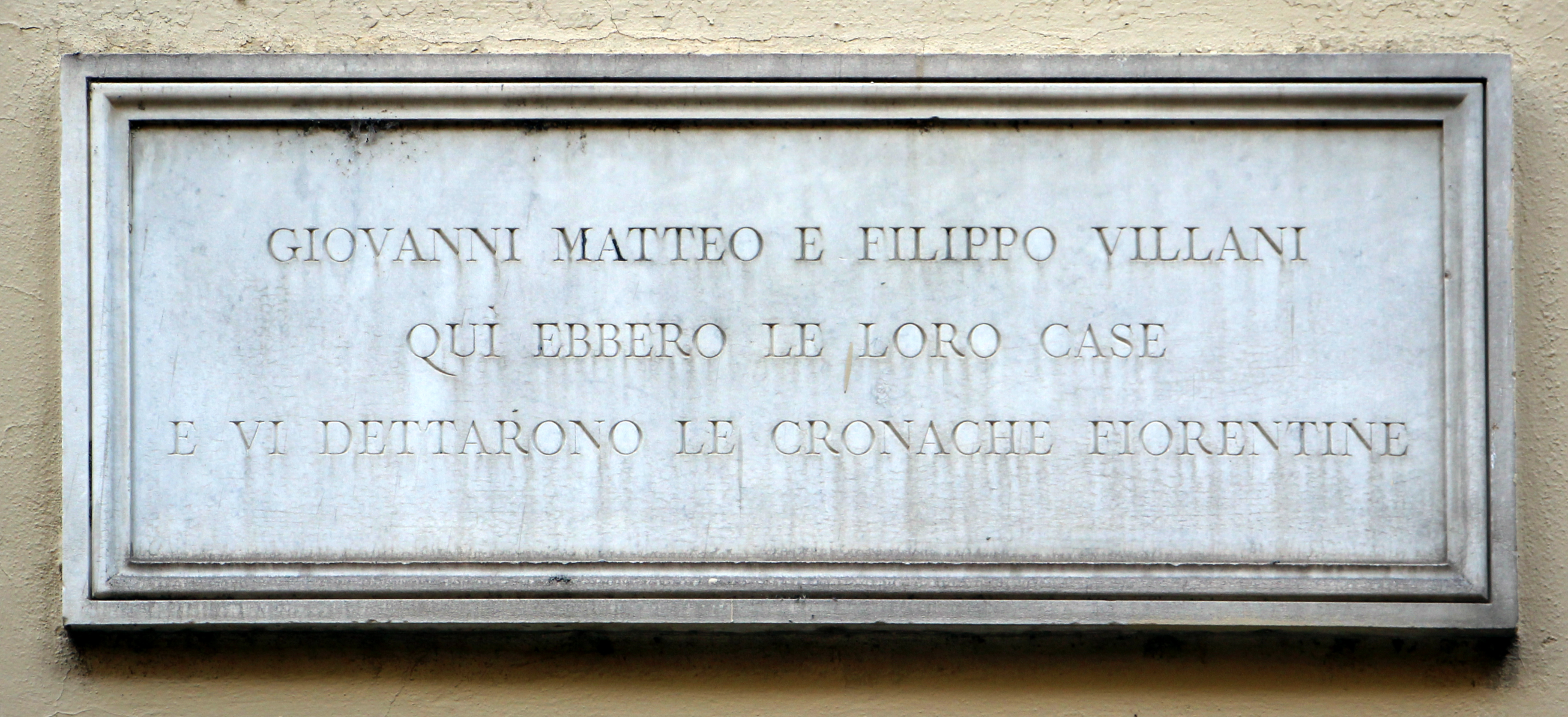
La targa dei fratelli Villani

Dopo la morte di Camillo Borghese (1839) il palazzo (con l'addizione di ulteriore case che ne avevano portato l'estensione fino a via delle Seggiole e quindi a tutto l'isolato) fu venduto nel 1843 a Luigi Cappelli (i cui discendenti sono tuttora i proprietari), che ne affittò una parte l'anno successivo alla Società del Casino di Firenze, fondata dal principe Poniatowski, che vi installò il cosiddetto "Casino Borghese", centro di riunioni culturali e mondane.
Oggi appartiene, per via ereditaria, alla famiglia Tognini Bonelli, che ne abita ancora una parte, mentre le zone più prestigiose, dopo un restauro nel 1994, sono oggi usate per ricevimenti, congressi e eventi; parte del complesso è attualmente occupata poi da una struttura ricettiva.

## Descrizione

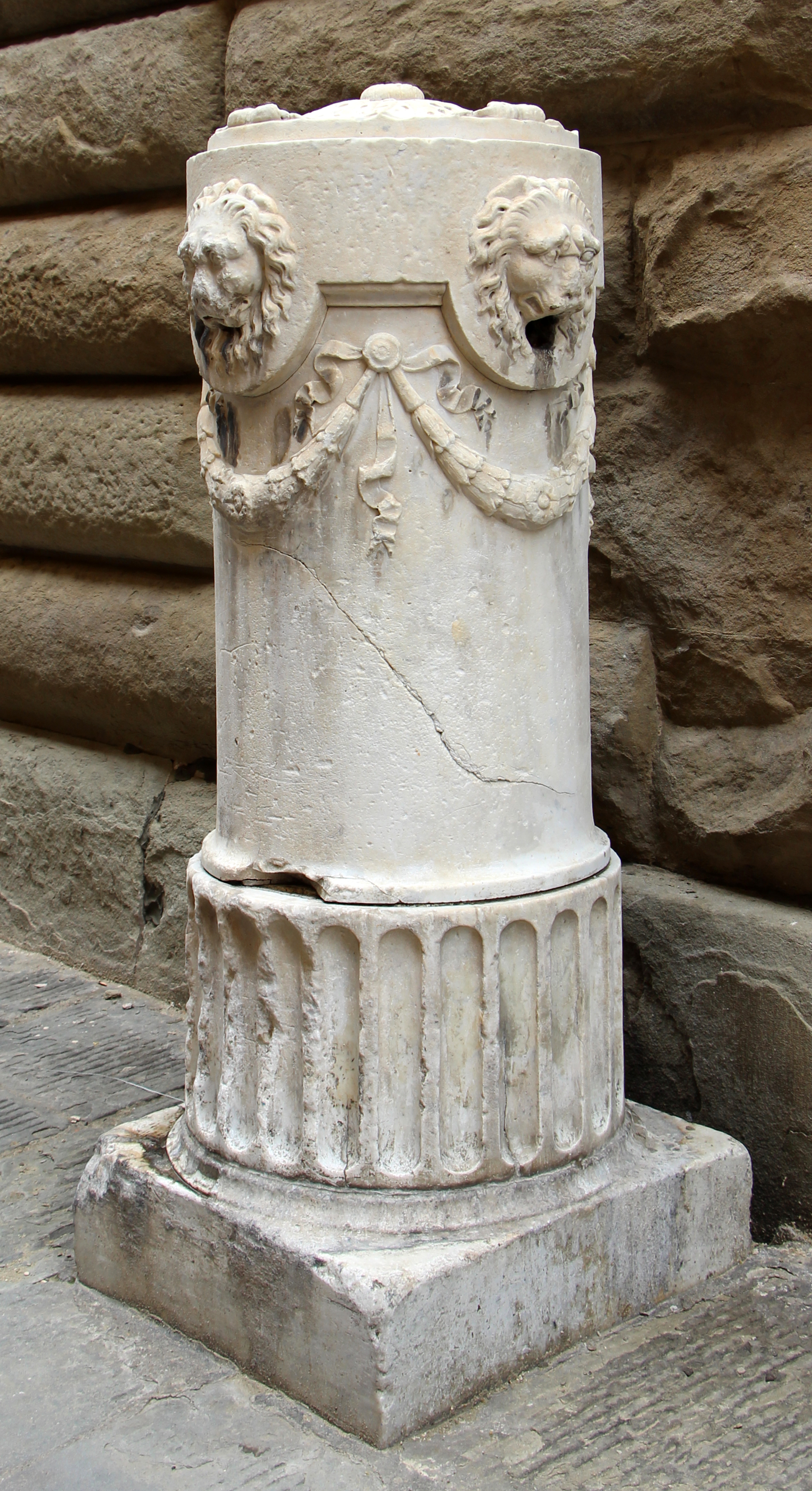
Paracarro lungo via Ghibellina

### Esterno

#### Su via Ghibellina
La grande facciata su via Ghibellina è caratterizzata da un corpo centrale, leggermente avanzato e due ali laterali simmetriche. La parte centrale presenta un maestoso bugnato rustico al pian terreno (a ricordo di soluzioni care alla Firenze rinascimentale) col portale al centro e due finestre rettangolari per lato. Il piano superiore, tipicamente neoclassico, è caratterizzato da una loggia di collegamento tra le due ali, con sei colonne ioniche trabeate e due nicchie (forse originariamente predisposte per accogliere statue e ora finestrate), tra le quali si aprono le finestre, con una balaustra in pietra, un cornicione e alcuni fregi decorativi in stucco, con angeli (o vittorie alate) in atto di tributare con corone d'alloro allo stemma soprastante. All'ultimo piano si aprono alcune finestre più semplici, incorniciate da grandi archi.
Sulla sommità le due figure allegoriche in marmo di Carrara dell'Arno e del Tevere affiancano lo stemma Borghese (troncato: nel 1° d'oro, all'aquila araldica) dal volo spiegato di nero, coronata del campo, nel 2° d'azzurro, al drago d'oro) posto in alto, a mo' di insegna, in una disposizione scenografica molto inconsueta, presente solo in altri due palazzi fiorentini: il palazzo Corsini al Prato e il complesso di San Firenze.
Le due ali laterali riprendono la decorazione di quella centrale in tono più semplice; alle estremità spiccano due altane. L'estensione del fronte in orizzontale, per quanto innovativa nel linguaggio neoclassico adottato e ben equilibrata nel rapporto tra i vari elementi che la compongono, presenta l'evidente limite di visioni o ravvicinate o in forte scorcio (in ragione della relativa ampiezza della strada), che non consentono mai di abbracciare per intero la fabbrica. È stato tuttavia notato come "la notevole mole dell'edificio è risolta con una impostazione simmetrica delle parti che riesce tuttavia a risolversi positivamente nelle particolari condizioni di visione nel contesto della stretta via Ghibellina, attraverso l'abile distinzione, nel disegno generale della lunghissima facciata, di parti di dimensioni minori nettamente individuate in se stesse, secondo un gusto del montaggio a cui non sono ignote le esperienze del manierismo fiorentino" (Giovanni Fanelli).
Notevoli i paracarri di marmo lungo la via, finemente lavorati.

#### Su via de' Giraldi
Su via de' Giraldi il paramento esterno è privo di elementi architettonici di interesse, e tuttavia da segnalare (come ricorda una lapide moderna) per aver inglobato in questa zona l'area dove avevano avuto le loro case Giovanni, Matteo e Filippo Villani, e quindi, secondo la tradizione, dove questi "dettarono le Cronache fiorentine". Questo precedente edificio, rimasto alla famiglia Villani, è da individuarsi con quello ricordato da Filippo Baldinucci "[di]rimpetto a S. Procolo", al tempo arricchito sul prospetto da grottesche a graffito realizzate da Bernardino Poccetti. Poco distante dalla memoria è il tabernacolo con Madonna e Bambino dipinti da Giuseppe Bezzuoli sempre per commissione dei Borghese.
Questo prospetto rimase però interrotto o, probabilmente, non fu neanche cominciato; del resto quello che oggi si vede non è altro che un insieme di aperture e modanature prive di collegamento tra loro, asimmetricamente poste sul piano della facciata a evidenziare quello che anticamente essa doveva essere: un insieme di edifici diversi con piani su diversi livelli. Da una 'Previsione di spese' relativa a questa costruzione si apprende che la parte basamentale doveva presentare un rivestimento a bugnato, in pietra serena, con sei finestre con mensole. Al primo piano una rientranza al centro della facciata, così come era stato fatto per il prospetto su via del Palagio, doveva accogliere un terrazzino inquadrato da due colonne di pietra serena e due pilastri di ordine ionico su base attica, sorreggenti un architrave con fregio e cornice. Fregi con ghirlande arricchivano l'insieme come nella facciata principale. Al secondo piano dovevano aprirsi altre sei finestre con al centro una grande lunetta. A chiusura della facciata ricorreva un grosso cornicione di marmo con sopra un attico e, sugli angoli, così come in via Ghibellina, due torrini".

#### Su via de' Pandolfini
Si estende su via Pandolfini l'ampio prospetto secondario del palazzo Borghese, ai numeri 23, 25 e 27. Sulla bella rosta in ferro del n. 25 è lo scudo con l'arme dei Borghese. Al numero 27 abitò, nel 1943, il critico letterario Giuseppe De Robertis e, dal 1947 all'estate del 1956, anno del suo definitivo trasferimento a Roma, lo scrittore Vasco Pratolini.

### Interno

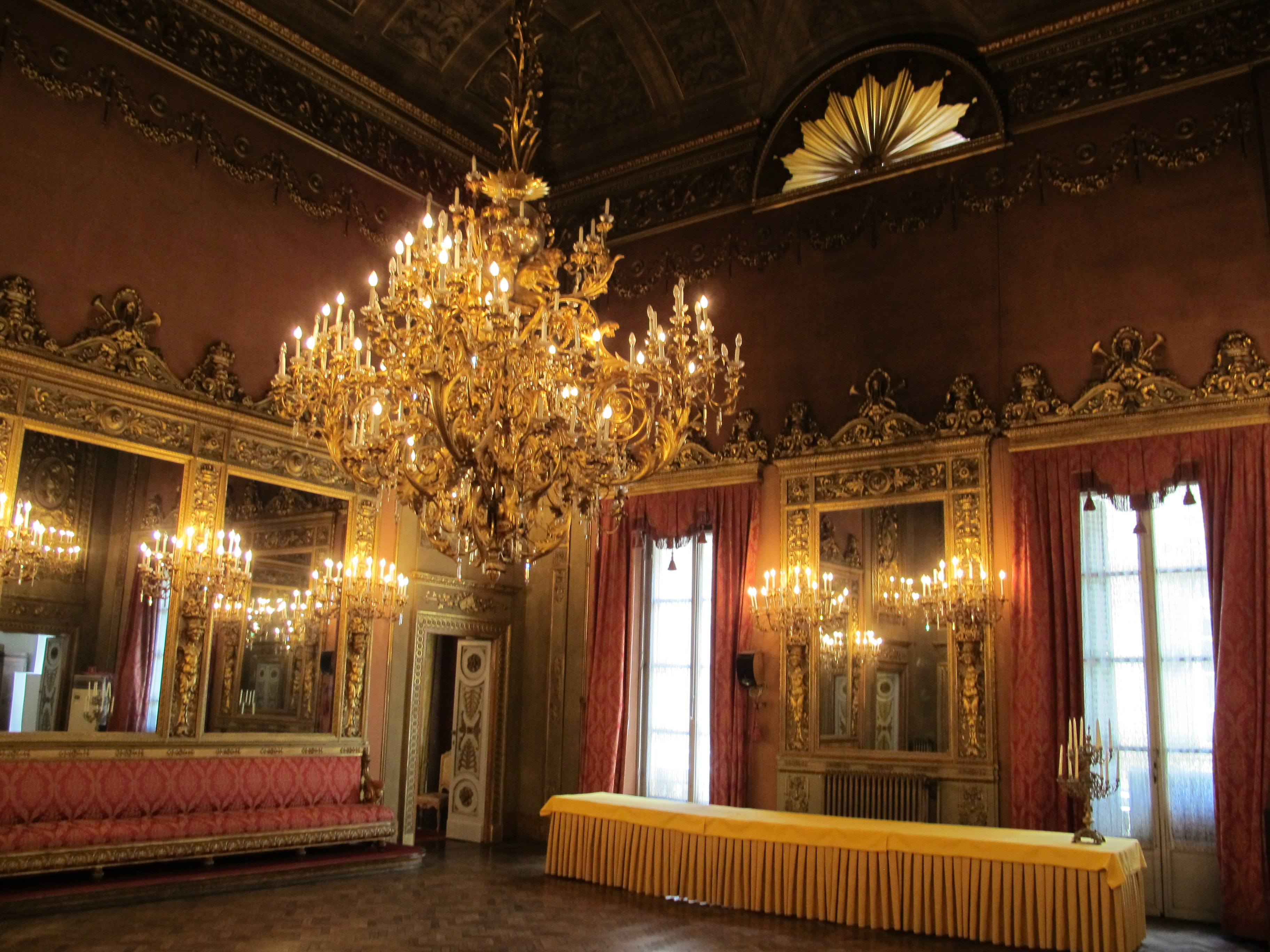
Il salone da ballo

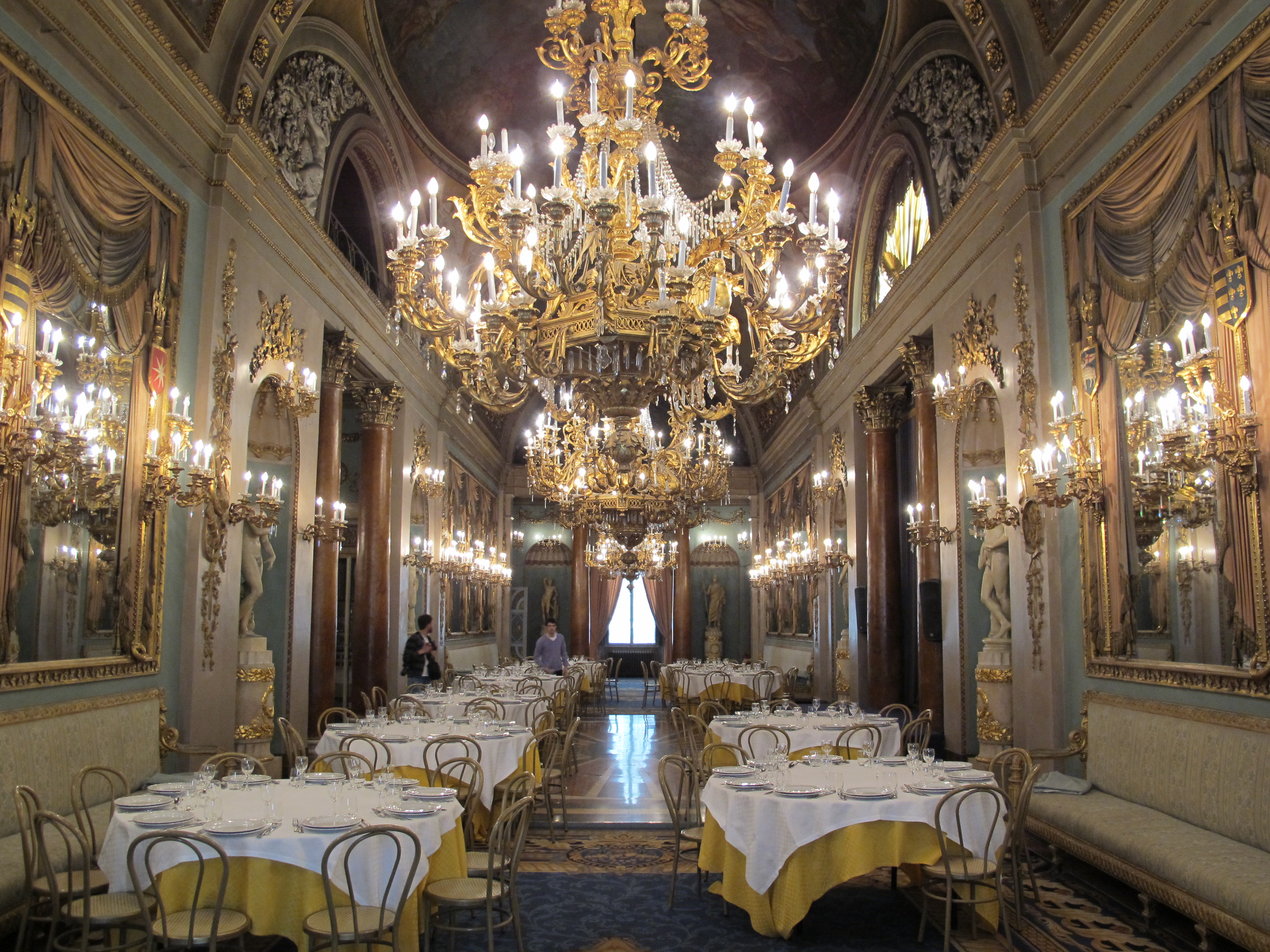
La galleria

L'androne principale, decorato da grandi statue in stile egizio entro nicchie, porta a una loggia chiusa da vetrate, dalla quale si raggiunge l'atrio dello scalone, a sinistra, che è ornato da colonne corinzie, statue e lapidi. Dell'antico palazzo ridotto su progetto di Gherardo Silvani si conservano essenzialmente l'atrio, parte del cortile e la scala.
Al primo piano le sale monumentali si distinguono per lo sfarzo e la magnificenza, con una grande profusione di stucchi dorati, statue marmoree, colonne, lampadari intagliati, pitture. Il grande salone degli specchi deve il suo nome alle vaste specchiature su lati; gli stucchi dorati con strumenti musicali, i lunghi divanetti laterali e il camminamento in alto suggeriscono che si trattasse di una camera da musica o da ballo.
La cosiddetta sala del Consiglio ha un pregevole camino in stile impero, con due cariatidi ai lati; altre sale con i soffitti dipinti sono il salotto Rosso, il salotto Rosa, il salotto di Mezzo, il salotto Giallo e il salotto Verde.
L'ambiente di maggior pregio e spettacolarità è comunque la grandiosa Galleria Monumentale, lunga quasi 35 metri e larga circa 7. Usato come salone delle feste, è caratterizzato da un'esedra centrale con due coppie di colonne sui lati lunghi che reggono le grandi lunette decorate da stucchi, oltre le quali si aprono rispettivamente il vano di accesso, più o meno a base quadrata, e il palco, usato per gli spettacoli; stucchi bianchi su sfondo dorato si trovano anche nelle quattro vele, mentre al centro si imposta la cupola coperta di affreschi a soggetto mitologico. Sull'asse nord-sud la galleria si sviluppa poi in due ali simmetriche, con volta a botte, anch'essa affrescata su entrambi i lati, che terminano in strutture semicircolari, divise da analoghe colonne che reggono i cornicioni oltre i quali sono impostate le lunette a tutto sesto, con terrazzini. Otto nicchie con statue si aprono lungo le pareti, decorate anche da ampie specchiature, stucchi dorati, drappeggi e bassorilievi. Numerose sono le luci, un tempo reggicandele, in legno intagliato e dorato, così come anche il monumentale lampadario centrale.
In tutto il Borghese arrivò far decorare circa una quarantina di sale di pregio, da pittori e decoratori come Giuseppe Bezzuoli, Nicola Cianfanelli, Antonio Fedi, Niccola Monti e Pietro Benvenuti. Gli arredi quali specchi, lampadari, consolles e altro mobilio sono spesso originali, realizzati dalle migliori botteghe artigiane dell'epoca.

## Bibliografia

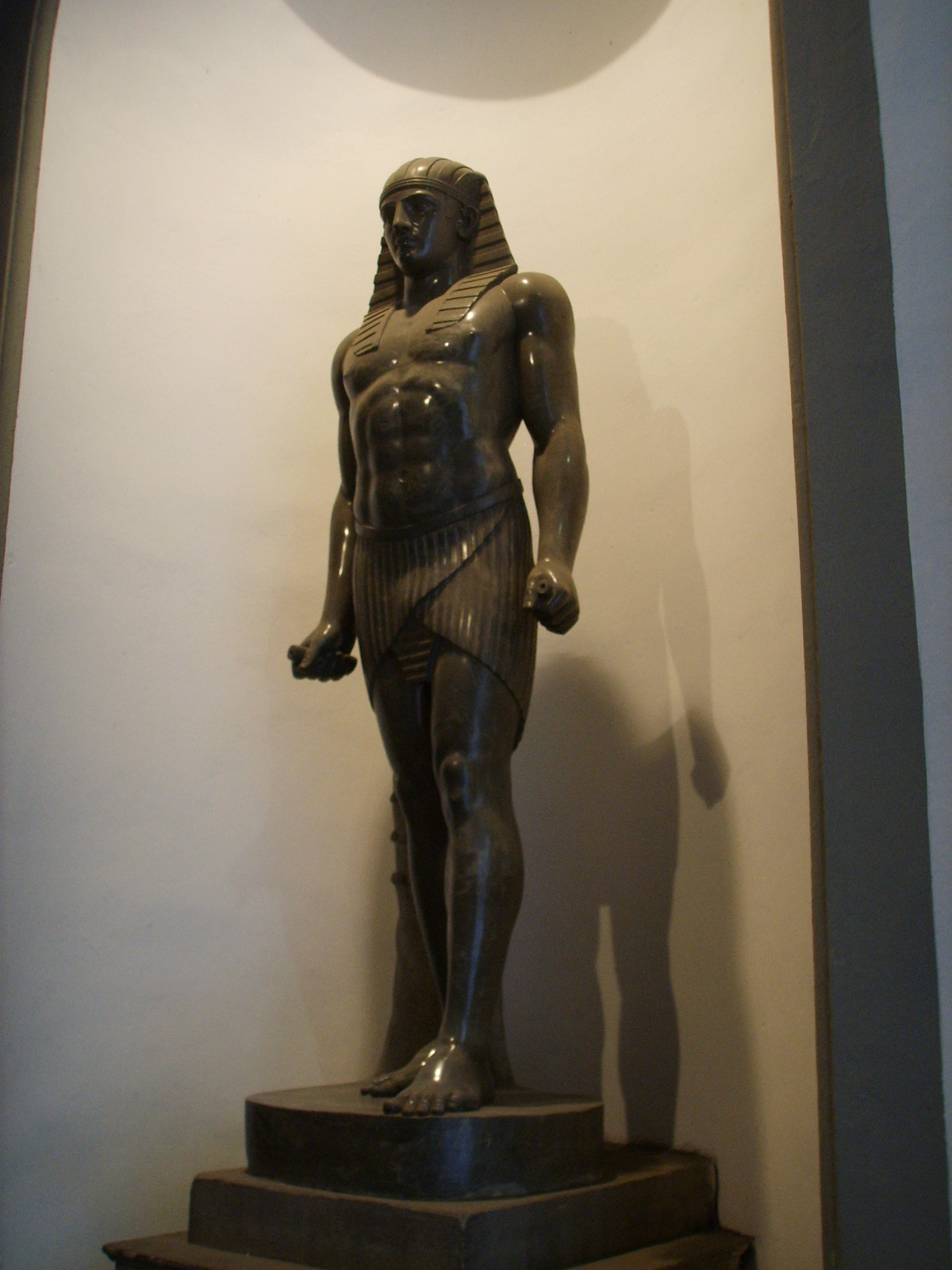
Statua in stile egizio nell'androne, tipo dell'Antinoo Borghese